# Маяк (Алтайський район)
Мая́к (каз. Маяк) — село у складі Алтайського району Східноказахстанської області Казахстану. Входить до складу Соловйовського сільського округу.
Населення — 333 особи (2021; 608 у 2009, 863 у 1999, 846 у 1989).
Національний склад станом на 1989 рік:
- росіяни — 58 %
- казахи — 40 %